# Tekla Dobrzyńska
Tekla Dobrzyńska (ur. w 1815 w Koniuchach - zm. ok. 1876) - nauczycielka i działaczka polityczna
Urodziła się w rodzinie ziemiańskiej posiadającej majątek Koniuchy w pow. włodzimierskim na Wołyniu. Córka Faustyna i Marii z Budzińskich. Odebrała staranne wykształcenie domowe. Rodzina po utracie majątku przeniosła się do Wielkopolski, a Tekla podjęła pracę zarobkową jako nauczycielka domowa w pow. śremskim w Obiezierzu u Wincentego Turny i Chaławach u Romana Moraczewskiego, brata Jędrzeja i Bibiany.  Poznała wówczas Narcyzę Żmichowską i pod jej wpływem włączyła się do grupy Entuzjastek. Jako nauczycielka pracowała również w dworach w Sieradzkiem i na Wołyniu. Wykorzystując to przewoziła przez kordon graniczny, zakazane książki drukowane na emigracji i przechowywane przez Bibianę Moraczewską w Poznaniu. Tekla Dobrzyńska była kolporterką nie tylko książek, ale przede wszystkim korespondencji z Królestwa do Francji — na emigrację (m.in. stale dostarczała listy Erazmowi Żmichowskiemu, bratu Narcyzy, działaczowi rewolucyjnemu).
Narcyza Żmichowska tak ją scharakteryzowała we Wstępnym Obrazku w "Pogance": Młodość Seweryny ubiegła w pośród ludzi złych i obojętnych; brudom szlacheckiego życia, nikczemnościom salonów, przypatrzyła się na własne swoje oczy. — Karmiono ją szyderstwem i nienawiścią, ona szyderstwo i nienawiść przetrawiła na oburzenie, na drażliwość, na nieufność i wzgardę. — Oblicze jej było surowe, sposób wyrażania się cierpki i ostry — ale serce? — Szczerzej, silniej kochającego nie było wśród wszystkich serc od Boga wybranych. — Każdo-chwilowe zapomnienie siebie samej, każdo-chwilowa praca dla drugich, bez żadnej nadziei zwrotnego odwdzięczania, bo nawet gdy ją kto kochał, Seweryna nie dowierzała, bo nawet gdy przyjazną rękę kto do niej wyciągnął — Seweryna nie ujęła jej wcale, odosobniona w boleści podejrzliwością swoją.
Wybuch powstania styczniowego zastał ją na Wołyniu, jako wychowawczynię dzieci Sierakowskich z Turczan. Wmieszana wraz z nimi w konspirację powstańczą ledwie uniknęła śmierci. Po aresztowaniu Sierakowskich wywiozła ich dzieci w Poznańskie umieszczając je w tamtejszych szkołach. Sama podjęła na nowo pracę nauczycielki najpierw u Romana Moraczewskiego a następnie u Turnów. Około 1875 przeniosła się na teren Galicji.

## Literatura
Ludwika Dobrzyńska-Rybicka, Dobrzyńska Tekła (ur. ok. 1815 - ok. 1876), Polski Słownik Biograficzny, t. 5, s. 23-274